# Pomaria canescens
Pomaria canescens är en ärtväxtart som först beskrevs av Elmon McLean Fisher, och fick sitt nu gällande namn av B.B.Simpson. Pomaria canescens ingår i släktet Pomaria och familjen ärtväxter. Inga underarter finns listade i Catalogue of Life.